# فرناندو کارکوپینو
فرناندو کارکوپینو (انگلیسی: Fernando Carcupino; ۲۳ ژوئیهٔ ۱۹۲۲ – ۲۲ مارس ۲۰۰۳) نقاشی اهل ایتالیا بود. او بیشتر به دلیل کشیدن نقاشی زنان برهنه مشهور است اما از منظره، طبیعت بی‌جان و موضوعات تاریخی نیز نقاشی کرده است.
وی همچنین برندهٔ جوایزی همچون نشان شایستگی از جمهوری ایتالیا شده‌است.

## افتخارات
- 40px|نشان شایستگی جمهوری ایتالیا شوالیه نشان شایستگی جمهوری ایتالیا (Cavaliere Ordine al Merito della Repubblica Italiana، همچنین به‌عنوان cavaliere della Repubblica شناخته می‌شود)، 1983 به‌خاطر دستاوردهای هنری